# 斐濟異齒䲁
斐濟異齒䲁（學名：Ecsenius fijiensis），又稱斐濟無鬚䲁，為輻鰭魚綱鳚形目䲁科異齒䲁屬的一種，分布於中西太平洋斐濟海域，為特有種，深度0至24公尺，本魚體延長，稍側扁，似圓柱狀；頭鈍短。前鼻孔具一鼻鬚；無眼上鬚及頸鬚，齒門牙36-50顆，後犬齒通常每邊1顆，側線缺乏垂直的孔對，背鰭硬棘12枚、背鰭軟條13-14枚、臀鰭硬棘2枚、臀鰭軟條15-16枚，體長可達3.9公分，棲息在水淺的珊瑚礁海域，雌魚產附著性卵，雄魚有護卵行為，幼魚為浮游性，以藻類為食，生活習性不明，可做為觀賞魚。